# 頑美 Naughty Beauty
《頑美 Naughty Beauty》是台灣女子音樂組合 PER6IX 的第二張迷你專輯，由喜歡音樂於2020年9月16日發行 ，主打歌曲為《頑美 (Naughty Beauty)》。

## 日程
- 2020年9月7日，預告將於9月16日釋出第二張迷你專輯《頑美 Naughty Beauty》，同名主打歌《頑美》於Hit FM電台首播。9月9日，專輯歌曲《很可以》於好事聯播網首播。[1]
- 2020年9月16日，第二張迷你專輯《頑美 Naughty Beauty》釋出，其MV同步於下午六點在YouTube平台上發佈。[2]
- 2020年12月6日晚上6時，於西門紅樓二樓劇場舉辦 PER6IX 首場 Showcase《頑美，不完美》。首次演唱第二張迷你專輯中的收錄曲《Of Course》和《Twinkle Star》。